# 天玺 (北凉)
天玺（399年二月-401年五月），或作六玺，是十六国時期北涼君主段业的年號，共計2年餘。

## 纪年
| 天玺 | 元年  | 二年  | 三年  |
| ---- | ----- | ----- | ----- |
| 公元 | 399年 | 400年 | 401年 |
| 干支 | 己亥  | 庚子  | 辛丑  |

## 参看
- 中国年号索引
- 其他使用天璽年號的政權
- 同期存在的其他政权年号
  - 隆安（397年正月-401年十二月）：東晉皇帝晋安帝司马德宗的年号
  - 弘始（399年九月-416年正月）：后秦政权姚兴年号
  - 太初（388年六月-400年七月）：西秦政权乞伏乾归年号
  - 长乐（399年正月-401年七月）：后燕政权慕容盛年号
  - 建平（400年正月-405年十一月）：南燕政权慕容德年号
  - 龙飞（396年六月-399年十二月）：后凉政权吕光和吕绍年号
  - 咸寧（399年十二月—401年正月）：后凉政权呂纂年号
  - 神鼎（401年二月-403年八月）：后凉政权吕隆年号
  - 太初（397年正月-399年十二月）：南凉政权秃发乌孤年号
  - 建和（400年-402年三月）：南凉政权秃发利鹿孤年号
  - 庚子（400年十一月-404年十二月）：西凉政权李暠年号
  - 天兴（398年十二月-404年十月）：北魏政权拓跋珪年号